# Д’Ондт, Уолтер
Уолтер Игнас д’Ондт (англ. Walter Ignace d'Hondt; род. 11 сентября 1936, Ричмонд, Большой Лондон) — канадский гребец, выступавший за сборную Канады по академической гребле в 1956—1960 годах. Чемпион летних Олимпийских игр в Мельбурне, серебряный призёр Олимпийских игр в Риме, победитель Игр Содружества, серебряный призёр Панамериканских игр, победитель и призёр регат национального значения.

## Биография
Уолтер д’Ондт родился 11 сентября 1936 года в городе Ричмонд графства Суррей, Англия.
Окончив школу The John Fisher School, в возрасте 18 лет переехал на постоянное жительство в Канаду. В юности серьёзно занимался метанием молота, выигрывал канадское национальное первенство в этой дисциплине, однако после неудачи на Играх Британской империи и Содружества наций 1954 года в Ванкувере решил перейти в академическую греблю.
Занимался академической греблей во время учёбы в Университете Британской Колумбии в Ванкувере, состоял в местной гребной команде «Тандербёрдс», неоднократно принимал участие в различных студенческих регатах.
Наивысшего успеха в своей спортивной карьере добился в сезоне 1956 года, когда вошёл в основной состав канадской национальной сборной и благодаря череде удачных выступлений удостоился права защищать честь страны на летних Олимпийских играх в Мельбурне. В программе распашных четвёрок без рулевого совместно с Арчибальдом Маккинноном, Лорном Лумером и Дональдом Арнольдом в финале обошёл всех своих соперников, в том числе почти на десять секунд опередил ближайших преследователей из США — тем самым завоевал золотую олимпийскую медаль.
После мельбурнской Олимпиады д’Ондт остался в составе гребной команды Канады на ещё один олимпийский цикл и продолжил принимать участие в крупнейших международных регатах. Так, в 1958 году он выступил на Играх Британской империи и Содружества наций в Кардиффе, где стал серебряным призёром в рулевых четвёрках и одержал победу в восьмёрках.
В 1959 году побывал на Панамериканских играх в Чикаго, откуда привёз награду серебряного достоинства, выигранную в восьмёрках.
Находясь в числе лидеров канадской национальной сборной, благополучно прошёл отбор на Олимпийские игры в Риме. На сей раз стартовал в восьмёрках, в решающем финальном заезде пришёл к финишу вторым, уступив около двух секунд команде из Австралии — таким образом добавил в послужной список серебряную олимпийскую награду. Вскоре по окончании этих соревнований завершил спортивную карьеру.
Впоследствии проживал в США, работал инженером в компании Boeing в Сиэтле.
За выдающиеся спортивные достижения введён в Зал славы спорта Канады (1957), Канадский олимпийский зал славы (1958), Зал славы спорта Британской Колумбии (1966), Зал славы спорта Университета Британской Колумбии (1993).
Его сестра Даника д'Ондт выигрывала конкурс Мисс Канада, была успешной актрисой, писательницей и бизнесвумен. Уолтер д’Ондт приходится отцом известной баскетболистке Джиллиан д'Ондт и дядей актрисе Америке Оливо.